# فليرو
فليرو هي كومونا في مقاطعة بريشيا في لومباردي بإيطاليا

## شخصية مشهورة
- دينو ديكا ، رسام
- أندريا بيرلو ، لاعب كرة قدم محترف

## المعالم السياحية

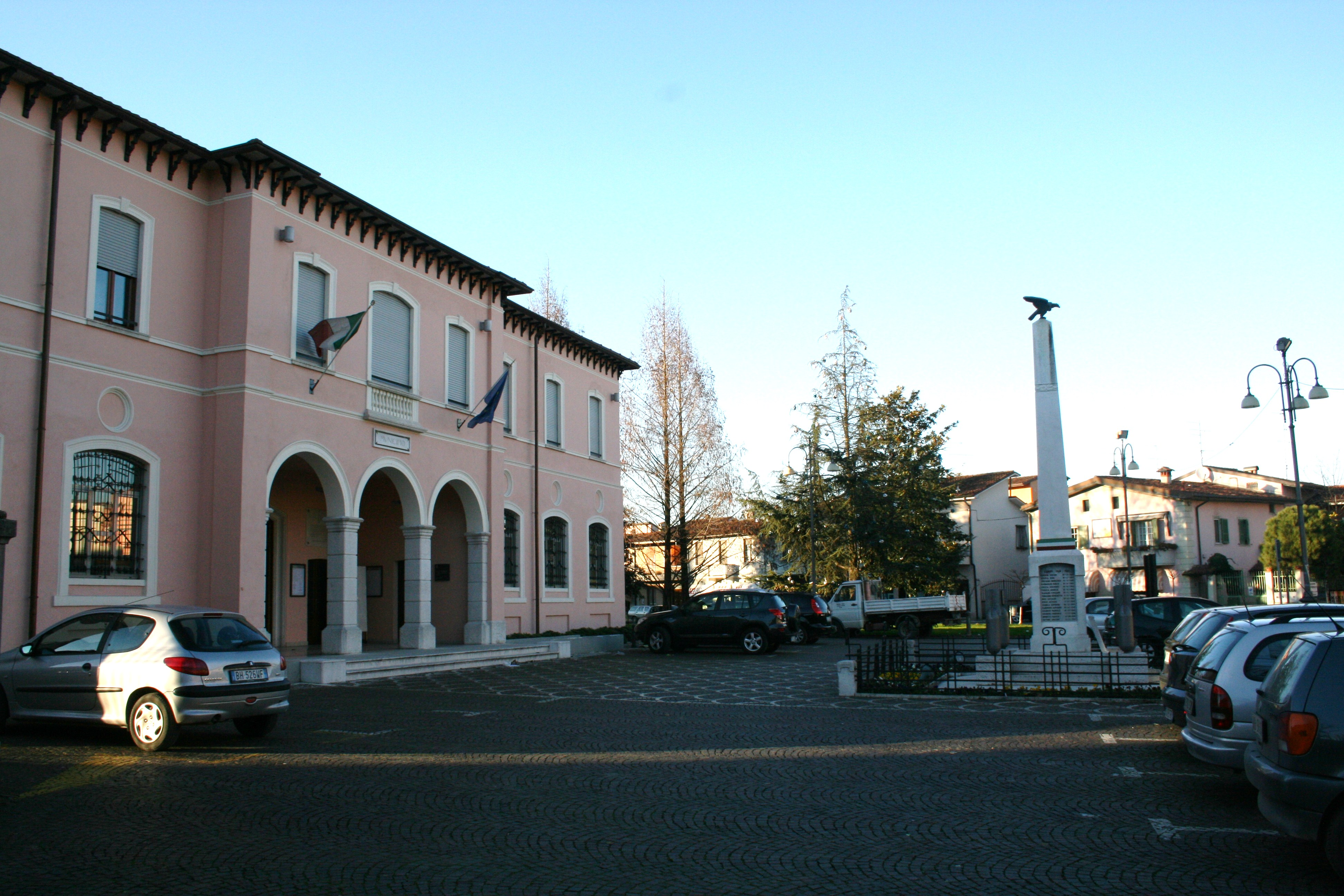
مبنى البلدية
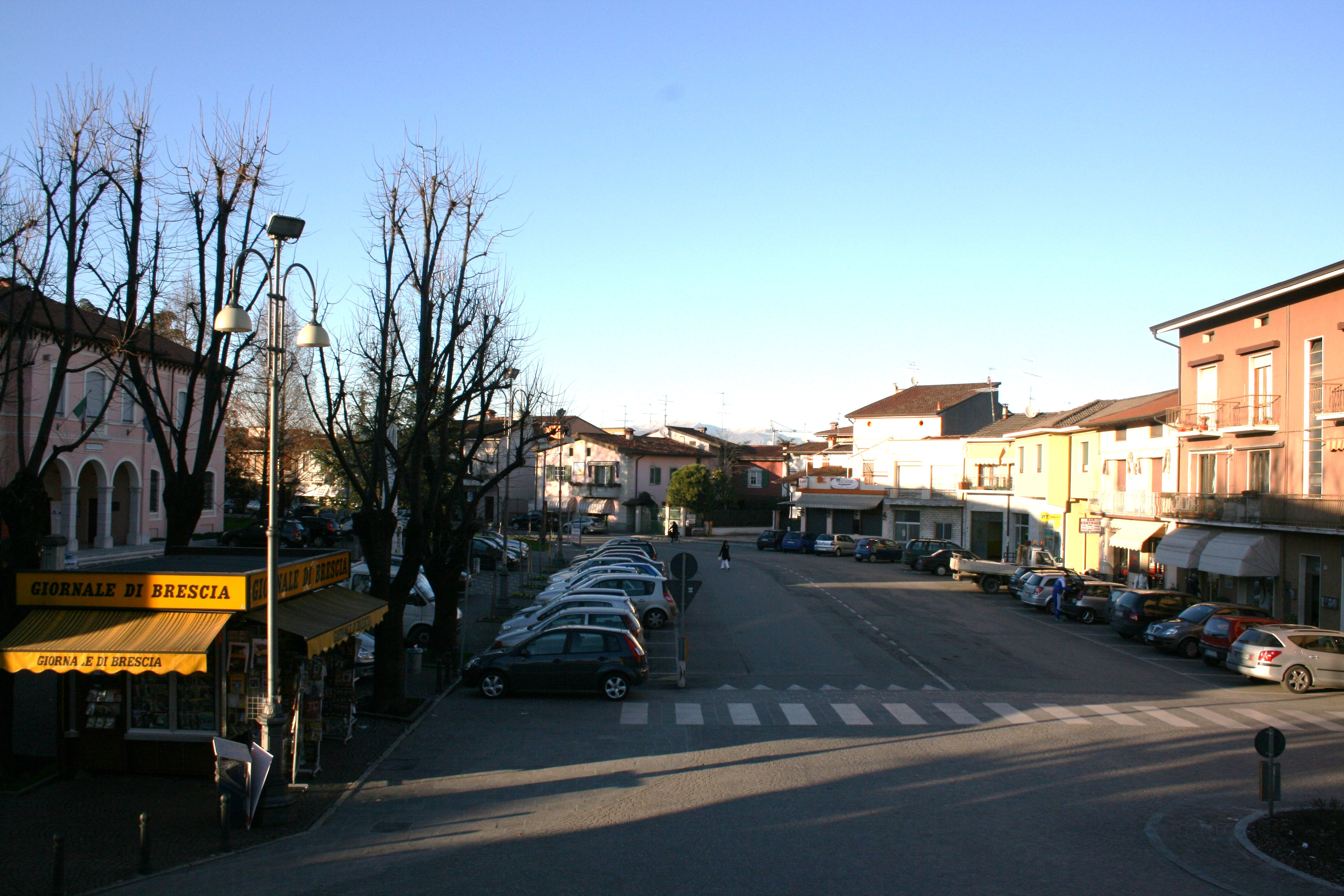
ميدان فليرو
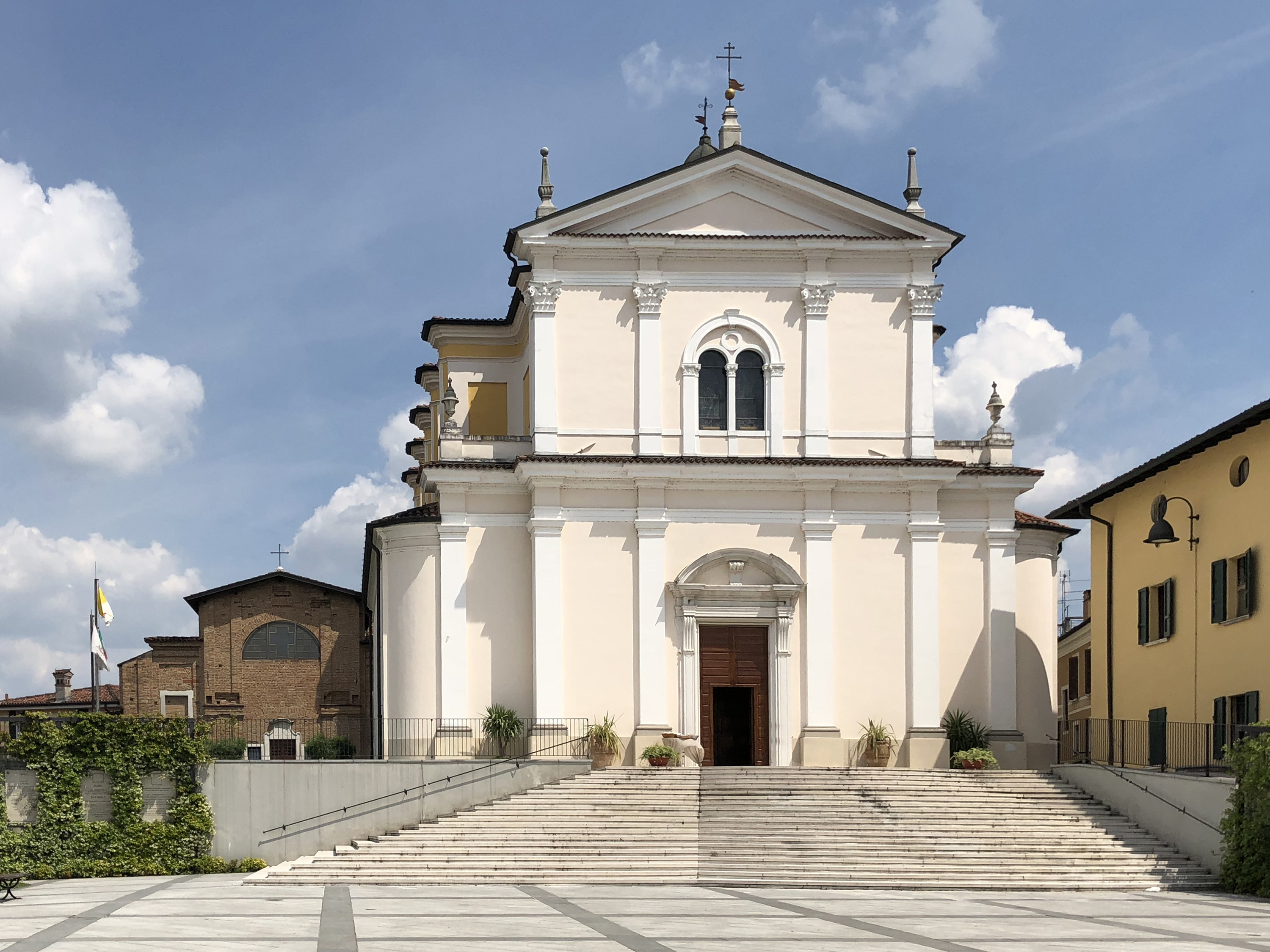
كنيسة القديس بولس في فليرو

مقاطعة بريشا